# Панамериканский Кубок по волейболу среди мужчин 2009
4-й розыгрыш Панамериканского Кубка по волейболу среди мужчин прошёл с 15 по 20 июня 2009 года в городе Тустла-Гутьеррес (Мексика) с участием 7 национальных сборных команд стран-членов NORCECA. Победителем в 3-й раз стала сборная США.

## Команды-участницы
Гватемала, Доминиканская Республика, Канада, Мексика, Панама, Пуэрто-Рико, США.
От участия отказалась первоначально заявленная Куба.

## Система проведения турнира
7 команд-участниц на предварительном этапе разбиты на две группы. Победители групповых турниров напрямую выходят в полуфинал плей-офф. Команды, занявшие в группах 2-е—3-и места, выходят в четвертьфинал и в стыковых матчах определяют ещё двух участников полуфинала. Полуфиналисты по системе с выбыванием определяют призёров первенства.

## Предварительный этап

### Группа А
| М | Команда                  | 1   | 2   | 3   | И | В | П | С/П | О |
| - | ------------------------ | --- | --- | --- | - | - | - | --- | - |
| 1 | США                      |     | 3:2 | 3:0 | 2 | 2 | 0 | 6:2 | 4 |
| 2 | Канада                   | 2:3 |     | 3:1 | 2 | 1 | 1 | 5:4 | 3 |
| 3 | Доминиканская Республика | 0:3 | 1:3 |     | 2 | 0 | 2 | 1:6 | 2 |

 Куба — отказ.
15 июня: Канада — Доминиканская Республика 3:1 (15:25, 25:21, 25:20, 25:18).
16 июня: США — Доминиканская Республика 3:0 (31:29, 25:19, 25:20).
17 июня: США — Канада 3:2 (25:22, 22:25, 25:21, 24:26, 15:13).

### Группа В
| М | Команда     | 1   | 2   | 3   | 4   | И | В | П | С/П | О |
| - | ----------- | --- | --- | --- | --- | - | - | - | --- | - |
| 1 | Пуэрто-Рико |     | 3:0 | 3:0 | 3:0 | 3 | 3 | 0 | 9:0 | 6 |
| 2 | Мексика     | 0:3 |     | 3:0 | 3:0 | 3 | 2 | 1 | 6:3 | 5 |
| 3 | Гватемала   | 0:3 | 0:3 |     | 3:0 | 3 | 1 | 2 | 3:6 | 4 |
| 4 | Панама      | 0:3 | 0:3 | 0:3 |     | 3 | 0 | 3 | 0:9 | 3 |

15 июня: Пуэрто-Рико — Панама 3:0 (25:17, 25:14, 25:22); Мексика — Гватемала 3:0 (25:16, 25:23, 25:17).
16 июня: Гватемала — Панама 3:0 (25:22, 25:22, 25:18); Пуэрто-Рико — Мексика 3:0 (33:31, 25:23, 25:21).
17 июня: Пуэрто-Рико — Гватемала 3:0 (25:14, 25:17, 25:18); Мексика — Панама 3:0 (25:13, 25:18, 26:24).

## Плей-офф

### Четвертьфинал
18 июня
Канада — Гватемала 3:0 (25:14, 25:16, 25:19)
Доминиканская Республика — Мексика 3:0 (25:21, 25:19, 25:23)

### Матч за 5-е место
19 июня
Мексика — Гватемала 3:1 (25:18, 25:19, 17:25, 25:15)

### Полуфинал
19 июня
США — Доминиканская Республика 3:0 (25:21, 25:23, 25:14)
Канада — Пуэрто-Рико 3:1 (25:18, 25:27, 25:20, 26:24)

### Матч за 6-е место
20 июня
Гватемала — Панама 3:2 (25:21, 16:25, 25:23, 17:25, 15:9)

### Матч за 3-е место
20 июня
Доминиканская Республика — Пуэрто-Рико 3:2 (25:20, 20:25, 25:20, 20:25, 15:10)

### Финал
20 июня
США — Канада 3:2 (32:30, 16:25, 24:26, 25:17, 15:12)

## Итоги

### Положение команд
| США                      |
| Канада                   |
| Доминиканская Республика |
| 4. Пуэрто-Рико           |
| 5. Мексика               |
| 6. Гватемала             |
| 7. Панама                |

### Призёры
США: Эрик Вэнс, Дин Биттнер, Мэттью МакКинли, Иссак Нойбуль, Тайлер Хильдебранд, Роберт Тарр, Натан Меерстейн, Нильс Нильсен, Брайан Торнтон, Максуэлл Хольт, Остин Зан, Дастин Уоттен. Главный тренер — Ричард МакЛоулин.
  Канада: Стив Готч, Давен Сен-Фьер, Оливье Фоше, Адам Симак, Дасмтин Аддисон-Шнейдер, Тунтье ван Ланквельт, Томас Джармок, Джэйвин Шмитт, Джоэль Смол, Джастин Дафф, Блэр Бэнн, Джоэль Шмулэнд. Главный тренер — Жорж Лаплант.
  Доминиканская Республика: Паломино Кастильо Элнис, Сесар Канарио Грин, Элвис Контрерас, Франклин Гонсалес, Уильям Санчес, Педро Луис Гарсия, Эдуардо Консепсьон, Хосе Мигель Касерес Гомес, Хосе Альберто Кастро Родригес, Хуан Лопес Сантос, Виктор Батиста Лемос, Хуан Карлос Кабрера. Главный тренер — Хакинто Кампечано.

### Индивидуальные призы
MVP:  Дин Биттнер
Лучший нападающий:  Хуан Фигероа
Лучший блокирующий:  Адам Симак
Лучший на подаче:  Иван Перес
Лучший на приёме:  Луис Маклао
Лучший в защите:  Марио Бекерра
Лучший связующий:  Фернандо Моралес
Лучший либеро:  Марио Бекерра
Самый результативный:  Оливье Фоше